# Krzykosy (gromada w powiecie kwidzyńskim)
Krzykosy (od 1 I 1959 Wandowo) – dawna gromada, czyli najmniejsza jednostka podziału terytorialnego Polskiej Rzeczypospolitej Ludowej w latach 1954–1972.
Gromady, z gromadzkimi radami narodowymi (GRN) jako organami władzy najniższego stopnia na wsi, funkcjonowały od reformy reorganizującej administrację wiejską przeprowadzonej jesienią 1954 do momentu ich zniesienia z dniem 1 stycznia 1973, tym samym wypierając organizację gminną w latach 1954–1972.
Gromadę Krzykosy z siedzibą GRN w Krzykosach utworzono – jako jedną z 8759 gromad na obszarze Polski – w powiecie kwidzyńskim w woj. gdańskim na mocy uchwały nr 19/III/54 WRN w Gdańsku z dnia 5 października 1954. W skład jednostki weszły obszary dotychczasowych gromad Krzykosy, Bądki Wielkie, Rozajny Wielkie i Wandowo oraz działki poregulacyjne Nr Nr 32, 40–47 i 50–58 z dotychczasowej gromady Otoczyn ze zniesionej gminy Wandowo, a także obszar dotychczasowej gromady Cygany oraz PGR Otłówko z dotychczasowej gromady Otłowo ze zniesionej gminy Gardeja – w tymże powiecie. Dla gromady ustalono 18 członków gromadzkiej rady narodowej.
1 stycznia 1959 do gromady Krzykosy włączono miejscowości Mary, Nowa Wioska, Klasztorek, Klasztorne, Międzylesie, Otoczyn i Podgórze ze zniesionej gromady Mary oraz miejscowości Jaromierz i Wracławek ze zniesionej gromady Trumieje w tymże powiecie; z gromady Krzykosy wyłączono  natomiast miejscowość Otłówek, włączając ją do gromady Gardeja tamże, po czym gromadę Krzykosy zniesiono przez przeniesienie siedziby GRN z Krzykosów do Wandowa i zmianę nazwy jednostki na gromada Wandowo.